# روزویل (مینه‌سوتا)
روزویل، مینه‌سوتا (به انگلیسی: Roseville, Minnesota) یک شهر در ایالات متحده آمریکا است که در مینه‌سوتا واقع شده‌است.

## خصوصیات
روزویل ۳۵٫۸۵ کیلومترمربع مساحت و ۳۳٬۶۶۰ نفر جمعیت دارد و ۲۹۲ متر بالاتر از سطح دریا واقع شده‌است.